# Miss Continental
Miss Continental es un sistema anual de concursos de belleza donde participan drag queens fundado en 1980 por Jim Flint. Se celebra en el Baton Show Lounge en Chicago, Illinois, y generalmente se lleva a cabo durante el fin de semana del Día del Trabajo estadounidense. En 1991, el Miss Continental Pageantry System creó Miss Continental Plus para competidoras de talla grande que pesaban 225 libras o más. Miss Continental Elite fue un derivado creado en 2004 para artistas mayores de cuarenta años. Miss Continental Plus y Miss Continental Elite se habían celebrado cada año durante el fin de semana de Pascua en Chicago; ahora todos se llevan a cabo durante el fin de semana del Día del Trabajo. Mr. Continental se formó en 2003 para artistas masculinos.

## Ganadoras
Leyenda:
† indica que la ganadora ha fallecido.
| Year | Miss Continental                           | Miss Continental Plus                      | Miss Continental Elite                     | Mister Continental                    |
| ---- | ------------------------------------------ | ------------------------------------------ | ------------------------------------------ | ------------------------------------- |
| 1980 | Chilli Pepper                              |                                            |                                            |                                       |
| 1981 | Heather Fontaine                           |                                            |                                            |                                       |
| 1982 | Tiffany Arieagus                           |                                            |                                            |                                       |
| 1983 | Chena Black                                |                                            |                                            |                                       |
| 1984 | Cherine Alexander †                        |                                            |                                            |                                       |
| 1985 | Maya Douglas                               |                                            |                                            |                                       |
| 1986 | Tandi Andrews †                            |                                            |                                            |                                       |
| 1987 | Dana Douglas                               |                                            |                                            |                                       |
| 1988 | Kelly Lauren                               |                                            |                                            |                                       |
| 1989 | Lakesha Lucky                              |                                            |                                            |                                       |
| 1990 | Chanel Dupree                              |                                            |                                            |                                       |
| 1991 | Amber Richards †                           | Ginger Grant †                             |                                            |                                       |
| 1992 | Mimi Marks                                 | Denise Russell                             |                                            |                                       |
| 1993 | Monica Munro                               | Lady Catiria †                             |                                            |                                       |
| 1994 | Cézanne                                    | Erica Christian                            |                                            |                                       |
| 1995 | Lady Catiria †                             | Carmella Marcella Garcia †                 |                                            |                                       |
| 1996 | Paris Frantz                               | Victoria Le Paige                          |                                            |                                       |
| 1997 | Tasha Long                                 | Dena Cass                                  |                                            |                                       |
| 1998 | Michelle Dupree                            | Santana T. Summers †                       |                                            |                                       |
| 1999 | Tommie Ross                                | Terri Williams                             |                                            |                                       |
| 2000 | Danielle Hunter                            | Tumara Mahorning                           |                                            |                                       |
| 2001 | Candis Cayne                               | Angel Sheridan                             |                                            |                                       |
| 2002 | Yoshiko Oshiro                             | Chevelle Brooks                            |                                            |                                       |
| 2003 | Erika Norell                               | Victoria Parker                            |                                            |                                       |
| 2004 | Erica Andrews †                            | Anjelica Sanchez                           | Nikki Adams                                | Carl Harris (Destronada) Ray Matthews |
| 2005 | Domanique Shappelle                        | Amaya                                      | Barbara Herr                               | Antonio Edwards                       |
| 2006 | Victoria Le Paige                          | Desiree DeMornay                           | Maya Douglas                               | Tony Desario                          |
| 2007 | Necole Luv Dupree                          | Tajma Hall †                               | Danielle Hunter                            | Simba Hall                            |
| 2008 | Tulsi                                      | Mercedes Tyler                             | Angel Sheridan                             | Rasean Montrese                       |
| 2009 | Armani                                     | Coco Van Cartier                           | Michelle Fighter                           | David "Freklz" Hunter                 |
| 2010 | Mokha Montrese                             | Roxxxy Andrews                             | Electra                                    | Christopher Iman                      |
| 2011 | Alexis Gabrielle Sherrington               | Chelsea Pearl                              | Daesha Richards                            | Nick Gray                             |
| 2012 | Sasha Colby                                | Tanisha Cassadine †                        | Dana Douglas                               | Phillip Alexander                     |
| 2013 | Naysha Lopez                               | Whitney Paige † Farra N. Hyte              | Kourtney Paige Van Wales                   | Angel Saez                            |
| 2014 | Brooke Lynn Hytes                          | Tahjee Iman                                | Lady Charisse Estrada                      | Kalil Valentino                       |
| 2015 | Tiffany T. Hunter                          | Kofi                                       | Chantal Reshae                             | Joey Taylor                           |
| 2016 | Jazell Barbie Royale                       | Natasha Douglas                            | Teryl Lynn Foxx                            | Mykul J. Valentine                    |
| 2017 | Shantell D’Marco                           | Keke Velázquez-Lord                        | Fontasia L'Amour                           | Antwuan Steele                        |
| 2018 | Stasha Sanchez                             | Chy'enne Valentino                         | Lorna Vando Misty Knight (Honoraria) †     | Ramon Ventura                         |
| 2019 | Vanessa Van Cartier                        | Darcel Stevens                             | A'zsia Dupree                              | Sir Valentino                         |
| 2020 | Cancelado debido a la pandemia de COVID-19 | Cancelado debido a la pandemia de COVID-19 | Cancelado debido a la pandemia de COVID-19 | Desi M. Andrews                       |
| 2021 | Juliana Rivera                             | Britney Taylor                             | Yosmein C. Starr                           | Travis Stancil                        |
| 2022 | Sunny Dee-Lite                             | Rachel Meredith                            | Layla LaRue                                | Syvon Sinatra Sanchez                 |